# Yasuhiko Niimura
Yasuhiko Niimura (jap. 新村 泰彦 Niimura Yasuhiko; ur. 11 maja 1970) – japoński piłkarz występujący na pozycji napastnika.

## Kariera klubowa
Od 1993 do 2000 roku występował w klubach JEF United Ichihara, Consadole Sapporo i Jatco.